# Maid-sama
Maid-sama (会長はメイド様!, Kaichō wa Maid-sama! dt. „Die Schülerratsvorsitzende ist ein Dienstmädchen!“) ist eine Manga-Reihe der japanischen Zeichnerin Hiro Fujiwara, der von 2005 bis 2013 in Japan erschien. Das Werk wurde sowohl als Hörspielreihe als auch als Anime-Fernsehserie adaptiert und lässt sich in die Genres Comedy, Romantik und Shōjo einordnen.

## Handlung
Die Seika-Oberschule war einst eine reine Jungenschule, öffnete sich mit der Zeit aber auch für Mädchen. Durch die Isolation entwickelte sich ein raues Klima in den Klassen, sodass es die Mädchen nur sehr schwer haben, Fuß zu fassen und immer wieder unter den Demütigungen durch die Jungen leiden. Dem Mädchen Misaki Ayuzawa (鮎沢 美咲) gelingt es dennoch, sich gegen ihre Mitschüler durchzusetzen und die erste Schülersprecherin zu werden. Wegen ihres Verhaltens gilt sie bald als Männer-Hasserin, wird aber respektiert oder gefürchtet. Hinter dieser Fassade kämpft sie aber auch gegen diverse andere Probleme an. Unter anderem wurde ihre Familie, die aus ihrer Mutter und ihrer kleinen Schwester besteht, von ihrem Vater im Stich gelassen und sitzt nun auf einem großen Haufen von Schulden. Um dem Zerfall der eigenen Wohnung Einhalt zu gebieten und ihrer stark überarbeiteten Mutter zu helfen, sucht sich Misaki einen Job in einem Maid Café. Da sie dort vor allem männliche Kundschaft bedienen muss, versucht sie, ihren Job vor ihren Mitschülern geheim zu halten.
In der Schule sieht sie sich unterdessen häufig mit dem Mädchenschwarm Takumi Usui (碓氷 拓海) konfrontiert, der immer wieder alle Liebeserklärungen ablehnt und die Mädchen zum Weinen bringt. Dadurch baut sich in ihr eine besondere Form von Hass gegen ihn auf. Eines Tages trifft Takumi jedoch vor dem Maid Café auf Misaki und kommt so hinter ihr Geheimnis. Ihre Befürchtungen, dass sie nun ihre Reputation verlieren würde, erfüllen sich jedoch nicht, da Takumi ihr Geheimnis bewahrt und sie in Schutz nimmt, da er im Gegensatz zu den anderen Mädchen für sie Gefühle entwickelt. Ebenso entwickelt auch Misaki langsam Gefühle für Takumi und es baut sich ein zwiespältiges Liebesverhältnis auf, welches immer wieder herbe Rückschläge erleiden muss.
Am Ende jedoch kann Usui Takumi bei einem Schulfestival Misaki Ayuzawa seine Liebe gestehen.

## Entstehung und Veröffentlichungen
Das erste Kapitel des von Hiro Fujiwara gezeichneten Manga erschien zunächst als Pilot-One-Shot in Ausgabe 2/2006 Ende Dezember 2005 im Magazin LaLa des japanischen Verlags Hakusensha. Die Serialisierung erfolgte dann ab Ausgabe 6/2006 (24. April 2006). Der Manga endete in der Ausgabe 11/2013 des Magazins, welche am 24. September 2013 erschien. Am 8. November 2013 erschien in einer Sonderausgabe des Magazins, LaLa Fantasy, ein Sonderkapitel zur Serie.
Die Einzelkapitel des Werkes sind in bisher 18 Tankōbon-Ausgaben zusammengefasst worden (Stand: Februar 2014).
- Band 1: ISBN 4-592-18431-9, 5. September 2006
- Band 2: ISBN 978-4-592-18432-4, 5. Februar 2007
- Band 3: ISBN 978-4-592-18433-1, 4. August 2007
- Band 4: ISBN 978-4-592-18434-8, 5. Dezember 2007
- Band 5: ISBN 978-4-592-18435-5, 2. Mai 2008
- Band 6: ISBN 978-4-592-18686-1, 5. September 2008
- Band 7: ISBN 978-4-592-18687-8, 3. April 2009
- Band 8: ISBN 978-4-592-18688-5, 4. September 2009
- Band 9: ISBN 978-4-592-18689-2, 5. April 2010
- Band 10: ISBN 978-4-592-19180-3, 4. Juni 2010
- Band 11: ISBN 978-4-592-19181-0, 5. August 2010
- Band 12: ISBN 978-4-592-19182-7, 4. Februar 2011
- Band 13: ISBN 978-4-592-19183-4, 5. August 2011
- Band 14: ISBN 978-4-592-19184-1, 3. Februar 2012
- Band 15: ISBN 978-4-592-19185-8, 5. Juli 2012
- Band 16: ISBN 978-4-592-19186-5, 5. Februar 2013
- Band 17: ISBN 978-4-592-19187-2, 5. August 2013
- Band 18: ISBN 978-4-592-19188-9, 5. Februar 2014

2018 erschien der Sammelband Maid-Sama Marriage mit sieben Kurzgeschichten rund um Charaktere aus der Serie.
In Deutschland erscheint der Manga unter dem Titel Maid-sama seit September 2008 im Magazin Daisuki des Verlags Carlsen Manga und ist von Januar 2009 bis März 2015 in insgesamt 18 Tankōbon-Ausgaben herausgegeben worden. Im August 2019 erschien auch Maid-Sama Marriage. Außerhalb Japans wird der Manga außerdem von Tokyopop in englischer Sprache sowohl in den Vereinigten Staaten als auch in Kanada veröffentlicht. Zudem wird er von Chuang Yi, Ever Glory Publishing und Jonesky auf Chinesisch und Taiwanisch übersetzt und in Singapur, China und Hongkong publiziert.

## Adaptionen

### Hörspiele
In Japan erschienen drei Hörspiele unter dem Originaltitel des Mangas, Kaichō wa Maid-sama (会長はメイド様). Sie wurden im April 2007, Oktober 2007 und Mai 2008 veröffentlicht. Zusätzlich erschienen sie vom Februar bis März 2008 in der LaLa DX als Beilage des Magazins. Die Sprecher waren dabei mit denen der Anime-Umsetzung identisch.

### Anime
Unter der Regie von Hiroaki Sakurai wurde der Manga vom Animationsstudio J.C.Staff als gleichnamige Anime-Fernsehserie Kaichō wa Maid-sama! adaptiert. Das Charakterdesign wurde von Yuki Imoto auf Grundlage der Zeichnungen des Mangas entworfen. Für den Ton zeichnete Satoshi Motoyama verantwortlich.
Erstmals angekündigt wurde die Adaption in der Oktoberausgabe 2009 des Magazins LaLa. Die Erstausstrahlung erfolgte vom 2. April bis 24. September 2010 nachts (und damit auf vorherigen Fernsehtag) auf dem Sender TBS übertragen und mit ein bis zwei Wochen Versatz auch die Sender CBC und MBS und landesweit BS-i. Parallel dazu begann ebenfalls Animax India mit der Ausstrahlung.
Der Anime erschien komplett in 4 DVD-Boxen beim Anime-Label Kazé in Deutschland auf DVD.

#### Musik
Im Vorspann der Serie wurde der Titel My Secret gespielt. Gesungen wurde er von Saya Mizuno (水野 佐彩). Im Abspann wurden die Titel Yokan und Mugen Loop gespielt, die beide von heidi. interpretiert und arrangiert wurden. Die Produktion aller drei Titel wurde von Geneon Universal Entertainment Japan übernommen.

#### Synchronisation
Die deutsche Synchronisation der Fernsehserie erfolgte bei der TV+Synchron Berlin. Dialogregie führte Sabine Sebastian, die auch für das Dialogbuch verantwortlich war.
| Rolle              | Japanischer Sprecher (Seiyū) | Deutscher Sprecher    |
| ------------------ | ---------------------------- | --------------------- |
| Misaki Ayuzawa     | Ayumi Fujimura               | Nicole Hannak         |
| Takumi Usui        | Nobuhiko Okamoto             | Dirk Stollberg        |
| Shōichirō Yukimura | Hiro Shimono                 | Amadeus Strobl        |
| Naoya Shirakawa    | Hiroyuki Yoshino             | Oliver Bender         |
| Ikuto Sarashina    | Tetsuya Kakihara             | Alessandro Alioto     |
| Ryūnosuke Kurosaki | Yūichi Nakamura              | Andi Krösing          |
| Sakura Hanazono    | Kana Hanazawa                | Laura Elßel           |
| Shizuko Kaga       | Yuu Kobayashi                | Julia Zimth           |
| Aoi Hyōdō          | Yuki Kaida                   | Anja Rybiczka         |
| Satsuki            | Rie Tanaka                   | Melanie Hinze         |
| Erika              | Mariya Ise                   | Angelina Geisler      |
| Subaru             | Kana Ueda                    | Giovanna Winterfeldt  |
| Honoka             | Kana Asumi                   | Katharina von Daake 1 |
| Honoka             | Kana Asumi                   | Inken Baxmeier 2      |
| Suzuna Ayuzawa     | Kaori Ishihara               | Lisa May-Mitsching    |
| Minako Ayuzawa     | Ayako Kawasumi               | Sabine Sebastian      |
| Tora Igarashi      | Kenichi Suzumura             | René Dawn-Claude      |
| Hirofumi Koganei   | Fumihiro Okabayashi          | Fabian Hollwitz       |
| Kanade Maki        | Tomoaki Maeno                | Thaddäus Meilinger    |

In weiteren Rollen sind unter anderem Jan Makino, Dirk Petrick, Konrad Bösherz, Katja Strobel und Holger Klein zu hören.
Anmerkung
1 = Sprecherin in den Episoden 1 bis 7.

2 = Sprecherin in den Episoden 8 bis 26.